# کونان، کوچی
کونان در استان کوچی در کشور ژاپن واقع شده‌است  که دارای جمعیت ۳۴٬۰۸۴ نفر و مساحت ۱۲۶٫۴۹ کیلومتر مربع با تراکم جمعیت ۲۶۹  نفر در کیلومترمربع است و در تاریخ ۱ مارس ۲۰۰۶ به عنوان شهر شناخته شد.